# Здзіслав Куровський
Здзіслав Куровський (пол. Zdzisław Kurowski; 14 квітня 1937, Йонець) — польський політик часів ПНР, перший секретар Білостоцького воєводського комітету у 1972—1975 роках, секретар ЦК ПОРП у 1980—1981 роках. Належав до ортодоксального крила компартії, був відомий як активний супротивник Солідарності.

## Молодіжний активіст
Народився в селянській сім'ї з гміни Йонець. З тринадцяти років перебував у Спілці польської молоді (польський комсомол), з дев'ятнадцяти — член правлячої компартії ПОРП. Здобув економічну освіту у Варшавському університеті сільського господарства.
У 1957 році Здзіслав Куровський вступив до Спілки сільської молоді (ZMW) — селянської молодіжної організації, яка існувала з довоєнних часів, яку в ПНР контролювали комуністи. Був штатним функціонером, у 1965—1972 роках — головою ZMW. У 1964—1966 роках — член Варшавського комітету ПОРП.
Куровський виявляв повну лояльність Владиславові Гомулці та його політичному курсу, але не набув одіозної репутації. Після подій 1970—1971 років і приходу до влади Едварда Герека його кар'єра прискорилася. З грудня 1971 року Куровський — член ЦК ПОРП. З 1969 року протягом чотирьох каденцій був послом до сейму ПНР, з 1971 року — членом президії Фронту національної єдності (ФНЄ).

## Партійний функціонер

### «Білостоцьке прискорення»
5 травня 1972 року Здзіслава Куровського затверджено на посаді першого секретаря Білостоцького воєводського комітету ПОРП (змінив Аркадіуша Лашевича, відомого як прихильник Гомулки). У 34 роки Куровський став одним із наймолодших партійних секретарів. Період його керівництва був названий «Білостоцьким прискоренням». Ущільнення партійно-ідеологічного контролю над культурою та громадським життям поєднувалося з активним лобіюванням регіональних інтересів. Куровський швидко набув впливу ЦК — це пояснювалося його відповідністю гереківській політиці «пропаганди позитиву» (згодом радянські джерела характеризували це як «парадний стиль, тріскучі вихваляння»).
2 вересня 1973 року у Білостоку проведено Центральне свято врожаю. На білостоцькому стадіоні «Гвардія» зібралося близько 20 тисяч осіб. Перший секретар ЦК ПОРП Едвард Герек і прем'єр-міністр ПНР Петро Ярошевич також відвідали захід. Телебачення ПНР вело тригодинну трансляцію. Білосток опинився в центрі всепольської уваги, Здзіслав Куровський, як «господар урочистості» висунувся у першу низку політичних керівників.
Однак і для білостоцької громадськості, і для воєводської номенклатури Здзіслав Куровський все ж таки залишався «чужинцем», «варшавським десантником». Місцевий партапарат вважав за краще керівника зі свого середовища. 19 травня 1975 року, незадовго до адміністративного перетворення Білостоцького воєводства, Здзіслава Куровського змінив на посаді першого секретаря Владислав Юшкевич.

### У центральному партапараті
Здзіслава Куровського переведено до Варшави в апарат ЦК ПОРП. З травня 1975 року перебував у розпорядженні Секретаріату ЦК. З березня 1977 до березня 1980 року — завідувач відділу легкої промисловості, торгівлі та споживчого ринку ЦК ПОРП, з березня до грудня 1980 року — завідувач організаційного відділу.

### Секретар ЦК
У серпні 1980 року Польщу охопила хвиля страйкового руху. Керівництво ПОРП й уряд ПНР змушені були укласти Серпневі угоди зі страйковими комітетами. На пленумі ЦК 6 вересня 1980 року Едварда Герека знято з посади першого секретаря ЦК ПОРП і замінено Станіславом Канею. Відбулося значне оновлення керівного складу партії. Зокрема, Здзіслава Куровського підвищено до секретаря ЦК.
Куровський займав жорстку позицію у протистоянні ПОРП з профспілкою Солідарність. Як секретар ЦК розсилав інструкції воєводським комітетам про форми та методи партійної боротьби з «Солідарністю». Зараховувався до ортодоксального «партійного бетону» та «банди чотирьох» — групи особливо агресивних ортодоксів, поряд зі Стефаном Ольшовським, Тадеушем Грабським і Анджеєм Жабинським. Згодом Мечислав Раковський і його прихильники з «реформаторського крила» ПОРП звинувачували це угруповання у «тероризуванні ЦК».
Особливим напрямом для Куровського реагування було на кампанію боротьби з гереківською корупцією восени 1980 року. Сплеск викриттів, звинувачень, скарг, анонімних листів щодо матеріально-побутового забезпечення колишнього керівництва стривожив верхівку ПОРП. 19 вересня Куровський направив особливу інструкцію секретарям воєводських комітетів: захищати партійних функціонерів від «хибних звинувачень», спростовувати чутки, вимагати ретельних перевірок і неспростовних доказів. У випадках безперечної корумпованості Куровський розпорядився діяти на попередження — негайно звільняти партійними рішеннями, не чекаючи масового розголосу та громадських протестів.

### Відставка
Найвище керівництво ПОРП схилялося до силового придушення «Солідарності». Проте функціонери, подібні до Куровського, Жабинського чи Грабського, представлялися генералу Ярузельському небезпечним політичним баластом, який своєю «бетонністю» провокує опір. На IX надзвичайному з'їзді ПОРП у липні 1981 року усіх трьох виведено зі складу ЦК.
До 1983 року Здзіслав Куровський залишався в керівництві ФНЄ, до 1985 року — членом посольського клубу ПОРП у сеймі. У 1987 році обіймав посаду заступника міністра зовнішньої торгівлі, потім до 1989 року — заступника міністра економічного співробітництва з закордонними країнами та членом польської делегації у РЕВ. Але політичної ролі Куровський не грав. Після зміни суспільно-політичного устрою Польщі 1989—1990 вийшов на пенсію.